# تمان
تمان (به لاتین: Tmaň) یک منطقهٔ مسکونی در جمهوری چک است که در ناحیه بروون واقع شده‌است. تمان ۱٬۰۹۰ نفر جمعیت دارد.